# 大鼻吻鮈
大鼻吻鮈（学名：Rhinogobio nasutus）为輻鰭魚綱鯉形目鲤科吻鮈屬的鱼类。在中国，分布于黄河水系等。该物种的模式产地在甘肃。體長可達20公分。

## 扩展阅读
維基物種上的相關：大鼻吻鮈
- 黄河土著鱼类列表